# Valentín Buiza Sánchez
Valentín Buiza Sánchez (Madrid, 9 de febrer de 1975) és un exfutbolista espanyol. Ocupava la posició de migcampista.
Va debutar en primera divisió a la temporada 96/97 amb el Rayo Vallecano, jugant mitja part d'un partit. Amb el descens de l'equip madrileny, va fitxar pel Real Jaén de la Segona divisió, disputant només vint-i-cinc minuts com a suplent, i tornant a baixar de categoria.